# Битва под Хойницами (1454)
Би́тва под Хо́йницами (польск. Bitwa pod Chojnicami) — одно из сражений Тринадцатилетней войны, произошедшее 18 сентября 1454 года около Хойнице и завершившееся победой Тевтонского ордена.

## Предыстория
В 1454 году в результате восстания Прусской конфедерации против Тевтонского ордена в руках последнего остались только Мариенбург, Штум и Хойницы. Армия Ордена должна была снять с Хойниц осаду.
Войско Ордена под командованием моравского рыцаря Бернарда Шумборского состояло из 9000 кавалерии и 6000 пехоты. С польской стороны в битве принимало участие 16 000 кавалерии и несколько тысяч пехоты, в том числе 500 наемников из Гданьска и 2000 наёмников, приведённых Прусской конфедерацией. Польским войском командовал король Казимир IV Ягеллончик.
Поляки рассчитывали, что исход битвы будет решён в их пользу благодаря преимуществу в тяжёлой кавалерии и не заботились об организации артиллерии или большого количества пехоты. Однако Бернард Шумборский применил стратегию, к которой поляки оказались полностью не готовы.

## Ход сражения
Сражение длилось около трёх часов (с 16 до 19 ч). В начале битвы всё происходило именно так, как рассчитывал Казимир IV. Польская тяжёлая кавалерия провела успешную атаку, линии тевтонцев были прорваны. Уже в первой атаке был убит сражавшийся на стороне крестоносцев князь из рода Пястов Рудольф Жаганьский, а Бернард Шумборский был пленён. Командование принял капитан Каспар Ностиц фон Бетеш, и Тевтонской кавалерии удалось прорваться сквозь польские ряды и отойти в Хойницы. Орденская пехота укрылась в вагенбурге, что было нововведением в тевтонской тактике. Благодаря этому манёвру пехоте удалось защититься от польской конницы. Блокированные в Хойницах солдаты внезапно ударили в тыл польской армии, посеяли в ней панику, и она начала беспорядочно отступать. В дальнейшем Шумборскому удалось бежать из плена и затем возглавить преследование противника. Сотни польских воинов были убиты во время бегства и утонули в близлежащих болотах. Польский рыцарь Доминик Казановский сумел спасти храбро сражавшегося короля и вывести его в Быдгощ.

## Результаты
Потери поляков были огромны: около трёх тысяч тел осталось на поле боя, погибли многие знаменитые рыцари, в том числе младший сын Завиши Чёрного Ян Рожновский. 300 рыцарей попали в плен, в том числе командиры: Николай Шарлейский, Лукаш Гурка и Войцех Костка. Со стороны Тевтонского ордена погибло всего около ста рыцарей. Хотя во время своего пленения Бернард Шумборский дал рыцарское слово, что он больше не будет сражаться против поляков, но слова своего не сдержал, и уже в том же году возглавил осаду Свеце.